# Douglas Niles
Douglas Niles (Brookfield, 1 de dezembro de 1954) é um escritor de fantasia e designer de jogos americano. Ele é um dos criadores do cenário de campanha de Dragonlance e o autor dos primeiros três romances ambientados em Forgotten Realms (ambos cenários de Dungeons & Dragons) e do jogo de RPG Top Secret S/I.